# Felrapporteringssystem
Felrapporteringssystem är ett ärendehanteringssystem för programutvecklingsprojekt. En programvaras användare, testare och betatestare, eller leverantörens supportavdelning, kan använda systemet för att rapportera in problem, såväl buggar (programfel) som önskemål om förbättringar, till programutvecklarna. Ett felrapporteringssystem syftar till kvalitetssäkring genom att ge utvecklarna en översikt över vad som är viktigt att åtgärda, så att inget glöms, och över vilket arbete som är inplanerat och utförs av vem. 
För varje problemrapport registreras vem som rapporterat in den och när, tillsammans med en bedömning av problemets svårighetsgrad och hur kritiskt problemet är (exempelvis låg, medel eller hög prioritet), samt detaljerade uppgifter om hur man gör steg för steg för att reproducera en bugg. Testledaren eller utvecklarna kan sedan registrera vilken utvecklare som tilldelats eller tagit sig an problemet. Utvecklarna kan tilldela problemet olika status, exempelvis öppen, stängd, avvaktan på granskning, i process, väntande på betagodkännande, eller godkänd beta. Utvecklare såväl som användare kan prenumerera på statusändringar av buggar av olika typ, exempelvis via e-post.

## Exempel på felrapporteringssystem
Ett exempel på ett felrapporteringssystem är Mozillas Bugzilla, som ursprungligen var avsett för att rapportera in problem i deras webbläsare Netscape, senare Firefox. Sedan Bugzilla släpptes som öppen källkod 1998 har systemet kommit att användas i många andra utvecklingsprojekt, bland annat inom öppen källkodsprojekt.
Eclipse är ett exempel som har använt sig av Mozillas system och går under namnet Eclipse Bugs. 